# 安藤毅
安藤 毅（あんどう たけし、1979年7月6日）は、東京都練馬区出身の元プロバスケットボール選手。ポジションはスモールフォワード。背番号9。190cm、82kg。

## 来歴
12歳の時に石神井中学校入学と同時にバスケ部に入部し、バスケットボールを始める。高校は都内の強豪高校國学院久我山高校に進学し。大学は國學院大學へと進む。
大学卒業後の2003年、さいたまブロンコスに入団。
2005年、チームがbjリーグを発足するのに伴い、ドラフト4巡目（全体18位）指名を受け、プロ契約を結んだ。
2009年引退。引退後、埼玉ブロンコスアカデミーのコーチスタッフとして小中学生の指導にあたっている。
2009年秋にフィールドジャパンが運営する"アンディ･テクニカルカレッジ"（埼玉県吉川市）にて小学生を指導。